# Domenico Aspari
Domenico Aspari, né le 4 août 1745 à Milan et mort le 8 avril 1831 dans la même ville, est un peintre, graveur et enseignant italien. 

## Biographie
Domenico Aspari, en raison de la basse condition sociale de sa famille, ne peut pas suivre régulièrement ses études ; mais grâce à son talent pour la peinture, Giuseppe Baldrighi, à l'Académie de Parme, lui donne quelques leçons. Il y gagne le prix du nu. À Parme, il réalise des peintures décoratives pour le palais ducal. De retour à Milan, il cesse presque complètement de peindre, pour se consacrer à la gravure, en s'inspirant du style de Piranèse : dans cette branche de l'art, il connaît un certain succès. Il illustre la majeure partie de la première édition italienne de Storia dell'arte nell'antichità de Winckelmann (1779) et réalise les illustrations du Corneide de G. De Gamerra (1773). Il utilise l'eau-forte, avec des finitions à la pointe sèche et au burin.
Son fils unique, Carlo Antonio, est probablement né à Milan. C'est là qu'il peint ses œuvres les plus connues, toutes commandées dans la région de Milan. En 1776, avec la fondation de l'Académie de Brera, il obtient, grâce à Carlo Giuseppe di Firmian, la chaire de dessin et enseigne jusqu'en 1826.
Pendant la période de la République cisalpine, il grave Festa della Federazione della Repubblica Cisalpina [...] 2 luglio 1797 et Pace celebrata al Foro Bonaparte, 1801, cette dernière image non signée lui est attribuée par Arrigoni-Bertarelli, en 1932.
À partir de 1815 environ, avec la Restauration, il se consacre à la construction privée et on lui attribue la reconstruction néoclassique, datant de 1823, de la Maison Atellani, une construction qui se rapproche de la manière de Simone Cantoni pour être d'une noble harmonie. Il meurt en 1831 et son autoportrait est aujourd'hui conservé à la pinacothèque de Brera.

## Œuvres

### Gravures

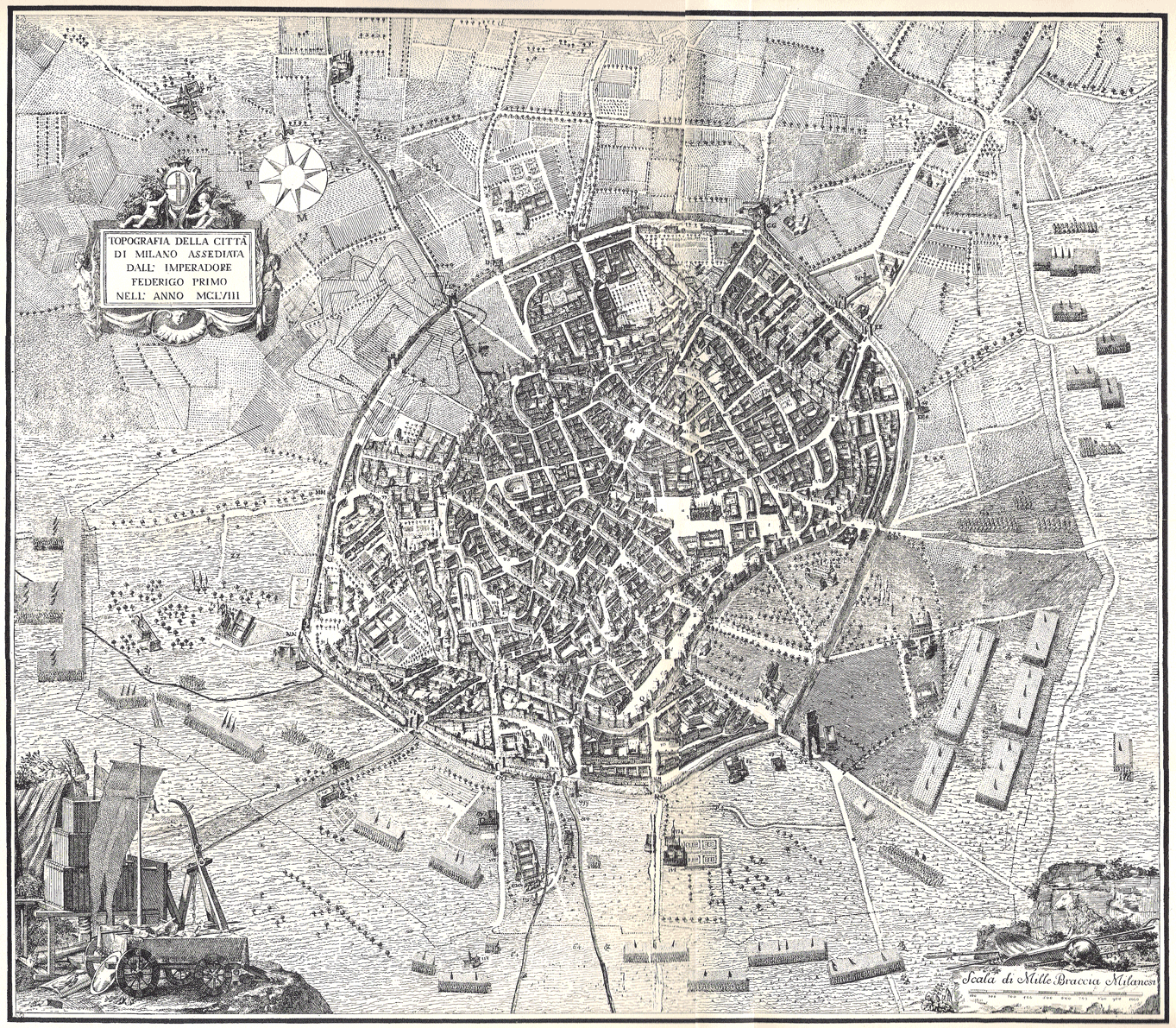
Domenico Aspari, Mappa topografica di Milano come si suppone fosse nel 1158, dessin, 1778.

- Madonna col Bambino e due santi, église paroissiale, Osnago
- Sacra Famiglia, église de Santa Maria Segreta, Milan
- Seize vues de Milan, gravées sur cuivre, finies au burin et à la pointe sèche, 1786-1792[3] :
  - Veduta del Naviglio
  - Cortile di Brera (1786)
  - Colonne di San Lorenzo (1786)
  - Mercato a Porta Ticinese (1786)
  - San Celso (1786)
  - Palazzo Belgioioso (1788)
  - Palazzo Marino (1788)
  - Piazza Fontana (1788)
  - San Paolo delle Monache (1788)
  - Porta Romana (1788)
  - Teatro alla Scala (1790)
  - Ospedale Maggiore (1790)
  - Castello Sforzesco (1790)
  - Duomo (1791)
  - San Lorenzo (1791)
  - Collegio Elvetico (1792)
  - Castello e parte della città (1792)
- Festa della Federazione della Repubblica Cisalpina […] alla presenza del Generale Bonaparte, Milan, Campo di Marte, 21 messidore An V (9 juillet 1797)[4]